# 蘇渭生
蘇渭生（？—？），中國清朝官員，雲南新平人。
蘇渭生為雍正元年（1722年）癸卯科舉人。乾隆十年（1745年）任福州府连江县知县，翌年卸任，后出任南平县知县，乾隆十三年（1748年）二月調任台灣府彰化縣知縣，次年兼署台灣縣知縣。